# بانک پس‌انداز کشاورزان و مکانیک‌ها
بانک پس‌انداز کشاورزان و مکانیک‌ها (به انگلیسی: Farmers and Mechanics Savings Bank) نام ساختمان بانکی در دان‌تاون شهر مینیاپولیس، ایالت مینه‌سوتا آمریکا است که اکنون به هُتل وست‌این تغییر کاربری داده شده‌است. 
این ساختمان در سال ۱۹۴۲ میلادی و در سبک معماری استریم‌لاین مدرن ساخته‌شد. طرح تندیسی از یک کشاورز و یک مکانیک (کارگر) در دو سوی ورودی خارجی ساختمان قابل توجه است.
ساختمان بانک پس‌انداز کشاورزان و مکانیک‌ها در سال ۲۰۰۶ در فهرست اماکن تاریخی آمریکا به شماره «۰۶۰۰۰۰۹۴» به ثبت رسید.

## نگارخانه

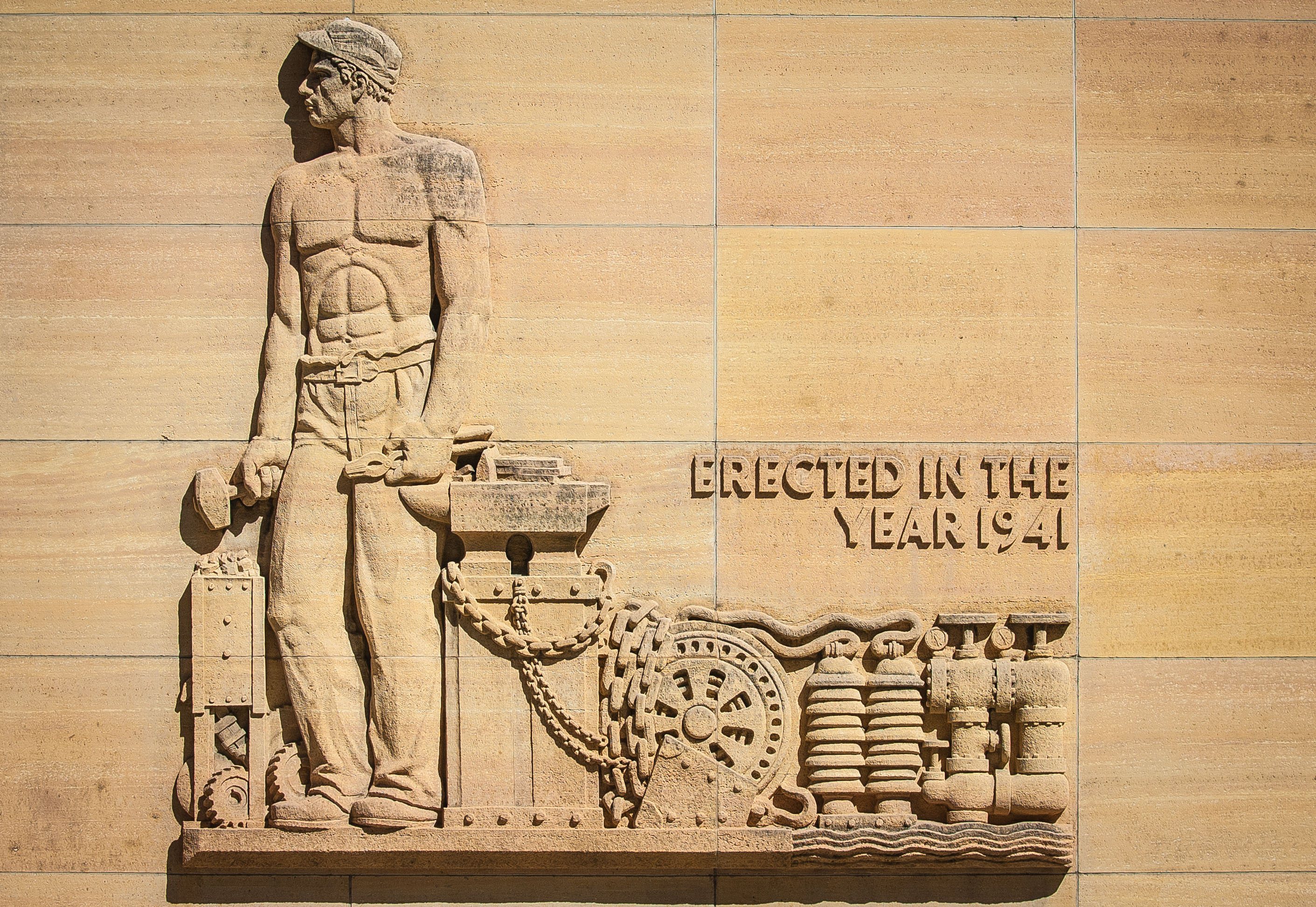
تندیس مکانیک
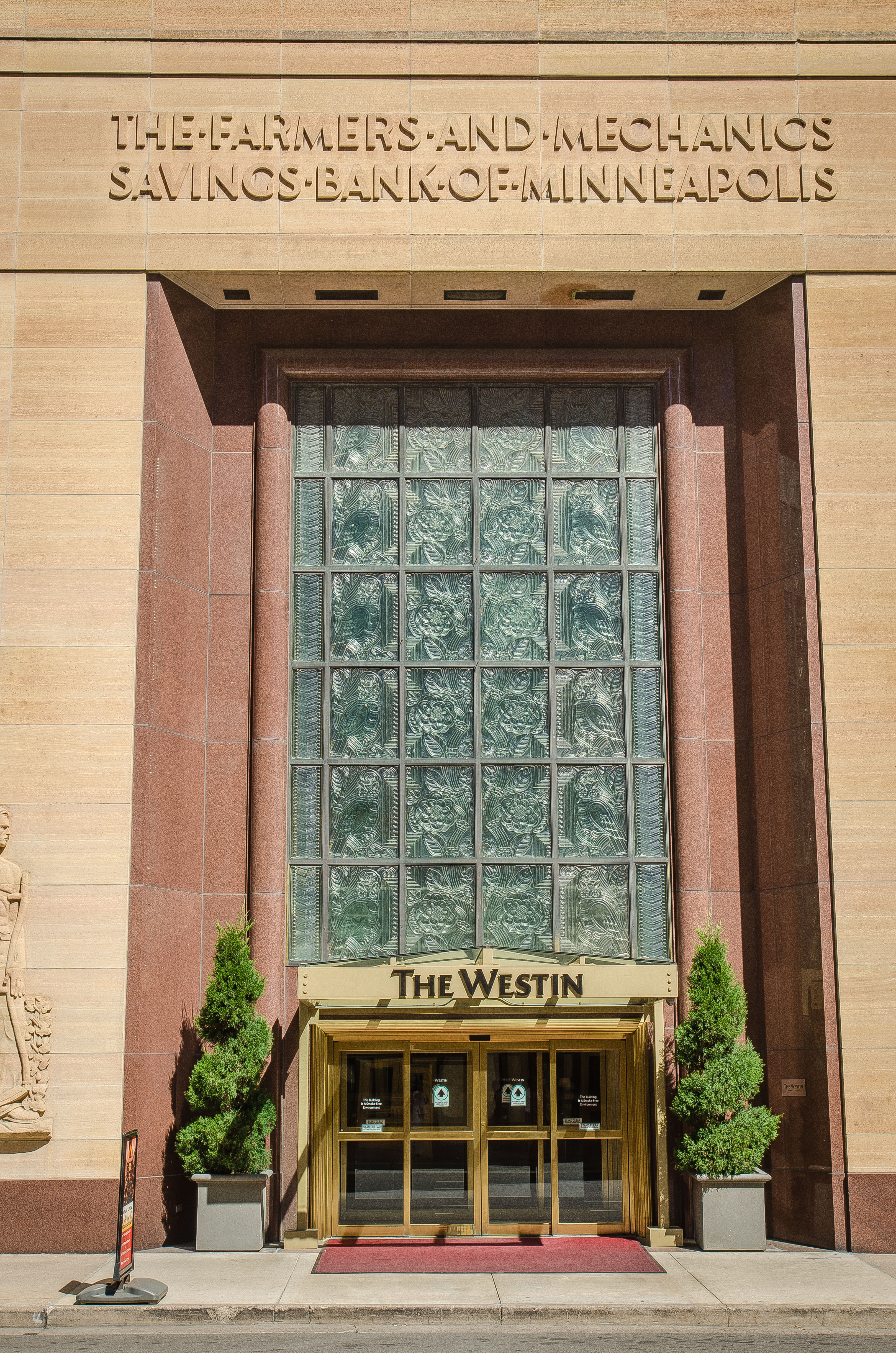
ورودی هُتل وست‌این
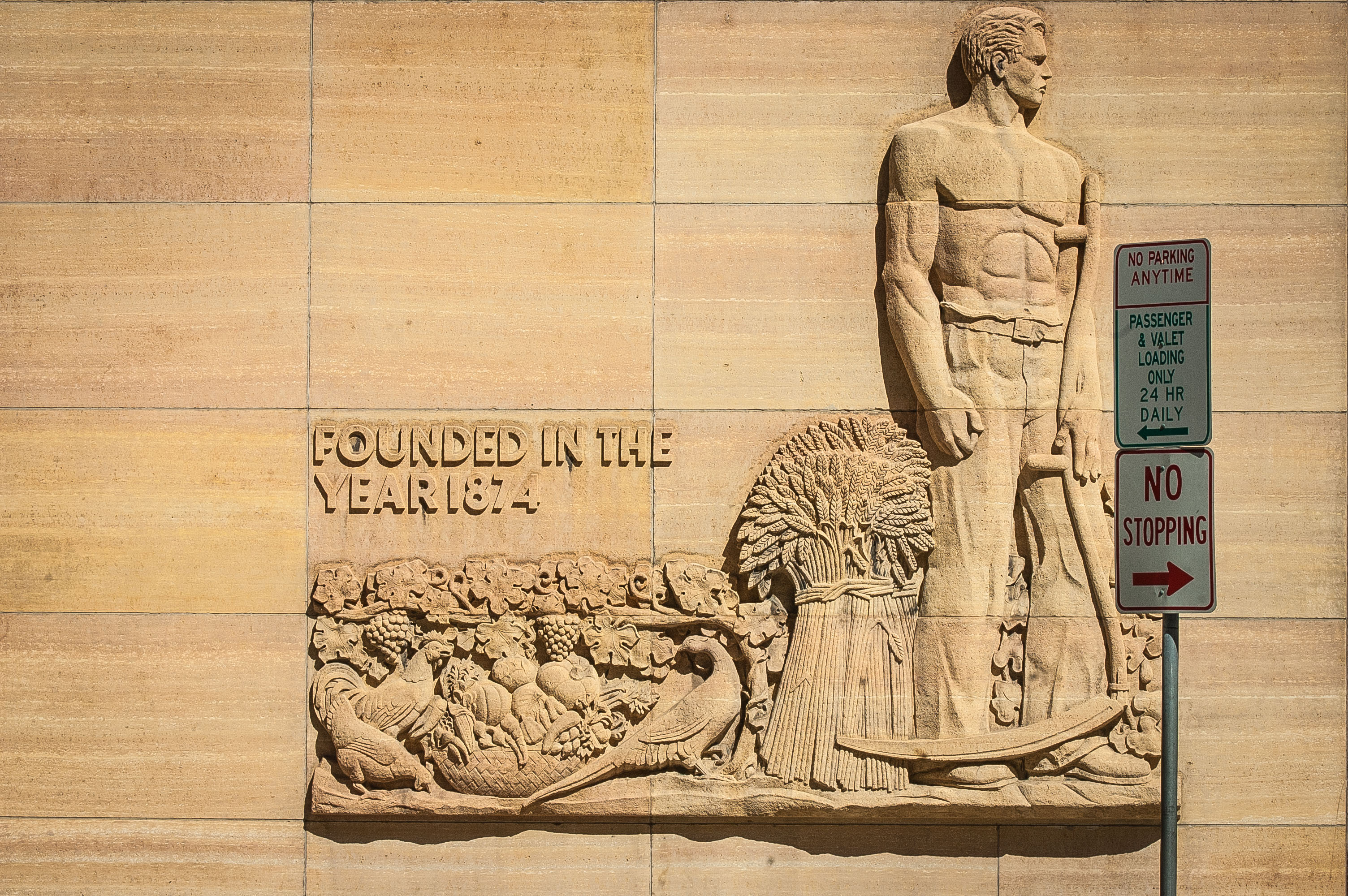
تندیس کشاورز
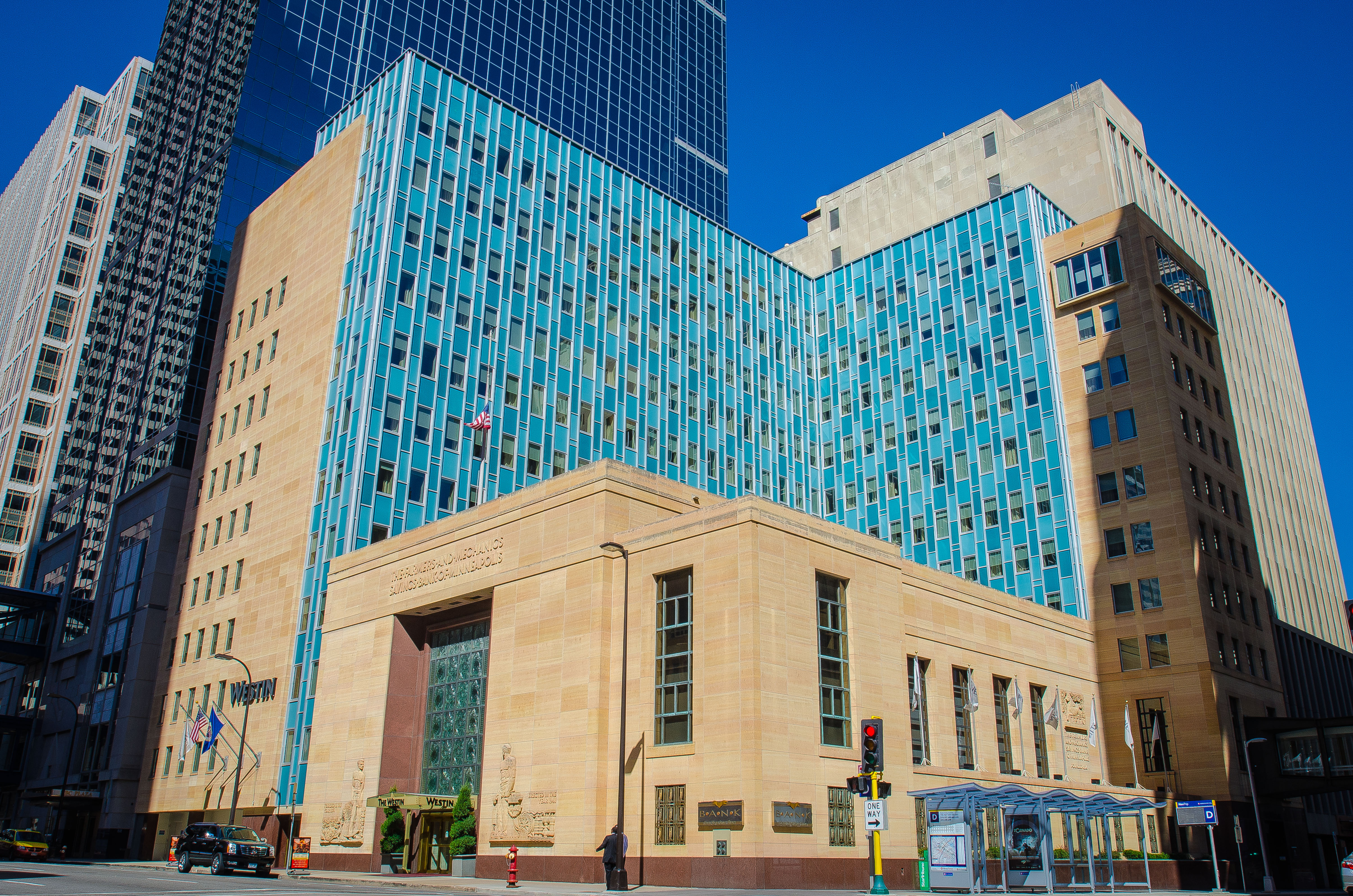
نمایی از ساختمان